# Mount Holyoke College

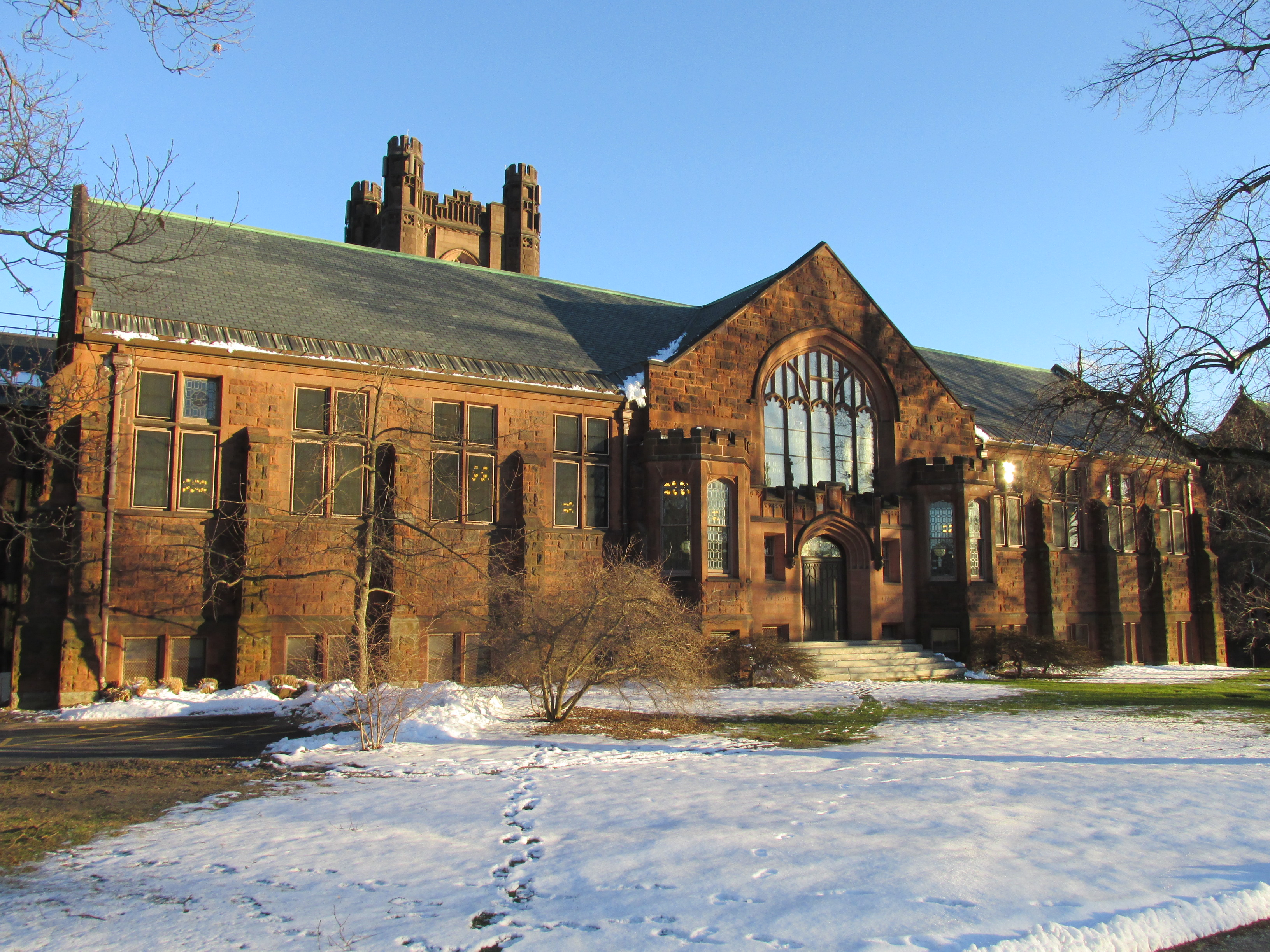
Williston Library.

Mount Holyoke College är ett privat så kallat liberal arts college för kvinnor i USA, grundat 1837.
Det var tidigare Mount Holyoke Female Seminary, ett flickseminarium i South Hadley, Massachusetts.  Seminariet grundades 1837 av Mary Lyon, en amerikansk pionjär för kvinnors utbildning. Dess mest berömda elev är poeten Emily Dickinson, som läste vid Mount Holyoke 1847-1848. Utbildningen hon fick där tillhörde den mest avancerade i landet för kvinnor vid den tiden: Dickinson läste bland annat botanik, naturhistoria och kemi. Mary Lyon lade även stor vikt vid sina elevers religiösa utveckling.